# Брюер (Міссурі)
Брюер (англ. Brewer) — переписна місцевість (CDP) в США, в окрузі Перрі штату Міссурі. Населення — 361 особа (2020).

## Географія
Брюер розташований за координатами 37°47′1″ пн. ш. 89°55′5″ зх. д. / 37.78361° пн. ш. 89.91806° зх. д. (37.783578, -89.917995).  За даними Бюро перепису населення США в 2010 році переписна місцевість мала площу 6,06 км², уся площа — суходіл.

## Демографія
Згідно з переписом 2010 року, у переписній місцевості мешкали 374 особи в 137 домогосподарствах у складі 104 родин. Густота населення становила 62 особи/км².  Було 148 помешкань (24/км²).
Расовий склад населення:
| - 99,2 % — білих - 0,5 % — корінних американців |

До двох чи більше рас належало 0,3 %. Частка іспаномовних становила 1,1 % від усіх жителів.
За віковим діапазоном населення розподілялося таким чином: 28,3 % — особи молодші 18 років, 59,7 % — особи у віці 18—64 років, 12,0 % — особи у віці 65 років та старші. Медіана віку мешканця становила 38,5 року. На 100 осіб жіночої статі у переписній місцевості припадало 102,2 чоловіка;  на 100 жінок у віці від 18 років та старших — 104,6 чоловіка також старших 18 років.
Середній дохід на одне домашнє господарство  становив 69 258 доларів США (медіана — 73 333), а середній дохід на одну сім'ю — 69 328 доларів (медіана — 80 096). Медіана доходів становила 41 983 долари для чоловіків та 33 984 долари для жінок. За межею бідності перебувало 13,1 % осіб, у тому числі 32,7 % дітей у віці до 18 років та 31,0 % осіб у віці 65 років та старших.
Цивільне працевлаштоване населення становило 244 особи. Основні галузі зайнятості: виробництво — 21,3 %, фінанси, страхування та нерухомість — 20,1 %, роздрібна торгівля — 15,2 %, освіта, охорона здоров'я та соціальна допомога — 13,1 %.